# Kadaura
Kadaura là một thị xã và là một nagar panchayat của quận Jalaun thuộc bang Uttar Pradesh, Ấn Độ.

## Địa lý
Kadaura có vị trí 25°59′B 79°51′Đ / 25,98°B 79,85°Đ Nó có độ cao trung bình là 124 mét (406 feet).

## Nhân khẩu
Theo điều tra dân số năm 2001 của Ấn Độ, Kadaura có dân số 12.658 người. Phái nam chiếm 53% tổng số dân và phái nữ chiếm 47%. Kadaura có tỷ lệ 57% biết đọc biết viết, thấp hơn tỷ lệ trung bình toàn quốc là 59,5%: tỷ lệ cho phái nam là 65%, và tỷ lệ cho phái nữ là 48%. Tại Kadaura, 16% dân số nhỏ hơn 6 tuổi.